# Pyrausta euchromistes
Pyrausta euchromistes là một loài bướm đêm trong họ Crambidae.